# Køge Boldklub
El Køge Boldklub fue un club de fútbol de la ciudad de Køge, Selandia, Dinamarca.

## Historia
Fue fundado el 30 de marzo de 1927 y en 1954, el club se convierte en el primero fuera de Copenhague en ganar el campeonato danés.
Posteriormente se declararía en bancarrota en febrero de 2009, pero continuó como club amateur en la Sjællandsserie.
En marzo de 2009 equipo se fusiona con el Herfølge Boldklub, para formar el HB Køge.

## Entrenadores
- Eduard Veroik (1935–1936)
- Paul Baumgarten (1937–1941)
- Fritz Molnar (1941–1942)
- Sofus Johansen (1942–1945)
- Alf Young (1945–1947)
- Paul Baumgarten (1947–1948)
- Frank Petersen (1948–1950)
- Vestervig Madsen (1950–1952)
- Lajos Szendrődi (1952–1955)
- János Nagy (1955–1956)
- Alf Young (1956–1957)
- Karl Aage Hansen (1957–1958)
- Egon Sørensen (1958–1960)
- Edvin Hansen &  Willy Koch (1960–1962)
- Joszef Szentgyörgyi (1962)
- Edvin Hansen (1962–1963)
- Mario Astorri (1963–1965)
- Barkev Chekerdemian (1965–1967)
- Svend Hugger (1968)
- Kaj Pilmark (1969)
- Willy Schøne (1970–1973)
- Edvin Hansen (1974–1977)
- Kresten Bjerre (1978–1979)
- Leif Sørensen (1980–1982)
- Jan B. Poulsen (1983–1986)
- Peter Poulsen (1987–1988)
- Heinz Hildebrandt (1988–1990)
- Jan Jakobsen (1990–1991)
- Eigil Hansen (1991)
- Leif Sørensen (1991–1992)
- Hardy Gynild (1992)
- Erik Rasmussen (1993–1997)
- Benny Johansen (1997–1999)
- Henrik Jensen (1999–2003)
- John 'Tune' Kristiansen (2003–2004)
- Gregor Rioch (2004–2006)
- Henrik Larsen (2006–2008)
- Jimmy Kastrup (2008–2009)

## Palmarés
- Superliga de Dinamarca (2): 1953-54 y 1975

## Participación en competiciones de la UEFA
| Temporada | Torneo       | Ronda | Club             | Casa | Visita | Global |
| --------- | ------------ | ----- | ---------------- | ---- | ------ | ------ |
| 1976/77   | Copa Europea | 1     | FC Bayern Munich | 1-2  | 0-5    | 1-7    |